# Batalla del Sava
La batalla del Sava o Batalla de Poetovia es va lliurar a Poetovio, en l'actualitat Ptuj (Eslovènia) el 388 entre les forces de l'usurpador romà Magne Màxim i l'Imperi Romà d'Orient. L'emperador Teodosi I va derrotar l'exèrcit de Magne Màxim en la batalla. Més tard, Màxim va ser capturat i executat a Aquileia.